# Monchy-Cayeux
Pour les articles homonymes, voir Cayeux.
Monchy-Cayeux [mɔ̃ʃi kajø] est une commune française située dans le département du Pas-de-Calais en région Hauts-de-France. La commune fait partie de la communauté de communes du Ternois.

## Géographie

### Localisation
Localisée dans le sud du département du Pas-de-Calais, Monchy-Cayeux est une commune de la vallée de la Ternoise située, à vol d'oiseau, à 8 km au nord-ouest de la commune de Saint-Pol-sur-Ternoise (aire d'attraction) et à 39 km au nord-ouest de la commune d’Arras (chef-lieu d'arrondissement et préfecture du Pas-de-Calais).
Le territoire de la commune est limitrophe de ceux de cinq communes.
Les communes limitrophes sont  Anvin, Eps, Fleury, Hernicourt et Hestrus.

### Géologie et relief
La superficie de la commune est de 6,22 km2 ; son altitude varie de 60  à   138 m.

### Hydrographie
Le territoire de la commune est situé dans le bassin Artois-Picardie.
La commune est traversée par la Ternoise, un cours d'eau naturel non navigable de 41,43 km, qui prend sa source dans la commune d'Ostreville et conflue dans la Canche dans la commune d'Huby-Saint-Leu.

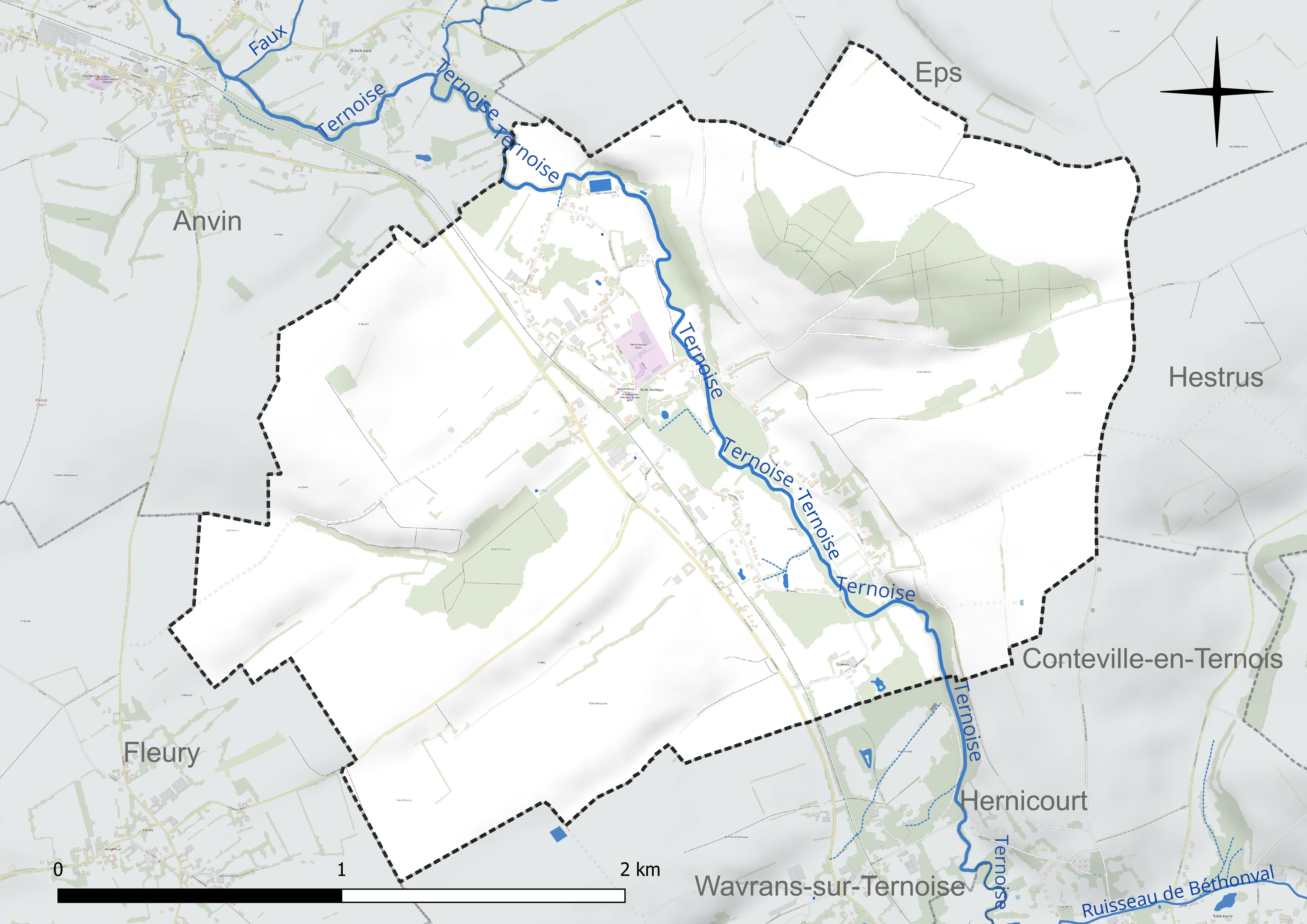
Réseau hydrographique de Monchy-Cayeux.

### Climat
Pour des articles plus généraux, voir Climat des Hauts-de-France et Climat du Nord-Pas-de-Calais.
En 2010, le climat de la commune est de type climat océanique dégradé des plaines du Centre et du Nord, selon une étude du CNRS s'appuyant sur une série de données couvrant la période 1971-2000. En 2020, Météo-France publie une typologie des climats de la France métropolitaine dans laquelle la commune est exposée à un climat océanique et est dans la région climatique Côtes de la Manche orientale, caractérisée par un faible ensoleillement (1 550 h/an) ; forte humidité de l’air (plus de 20 h/jour avec humidité relative > 80 % en hiver), vents forts fréquents.
Pour la période 1971-2000, la température annuelle moyenne est de 10,2 °C, avec une amplitude thermique annuelle de 14 °C. Le cumul annuel moyen de précipitations est de 849 mm, avec 13,4 jours de précipitations en janvier et 8,8 jours en juillet. Pour la période 1991-2020, la température moyenne annuelle observée sur la station météorologique la plus proche, située sur la commune de Humières à 7 km à vol d'oiseau, est de 10,9 °C et le cumul annuel moyen de précipitations est de 856,9 mm,. Pour l'avenir, les paramètres climatiques de la commune estimés pour 2050 selon différents scénarios d'émission de gaz à effet de serre sont consultables sur un site dédié publié par Météo-France en novembre 2022.

### Paysages
Pour un article plus général, voir Paysage en France.
La commune s'inscrit dans les « paysages du Ternois » tels qu’ils sont définis dans l’atlas de paysages de la région Nord-Pas-de-Calais, conçu par la direction régionale de l'Environnement, de l'Aménagement et du Logement (DREAL),.
Ces paysages, qui concernent 138 communes avec trois pôles d’attraction que sont Hesdin à l'ouest, Saint-Pol-sur-Ternoise à l’est et, dans une moindre mesure, Frévent en lisière sud, sont délimités par deux cours d’eau : la Canche au Sud et la Ternoise au Nord. Ces paysages sont composés de plateaux, de vallées et de bocages. Les plateaux du Ternois montrent une structure tabulaire assez plane et une altitude assez régulière avec des points culminants entre 150  à   160 m.
Le territoire d’une vingtaine de kilomètres du Nord au Sud et d’Est en Ouest, est traversé par la D 939 reliant Saint-Pol-sur-Ternoise à Hesdin, par la D 912 entre Saint-Pol-sur-Ternoise et Frévent et par la ligne ferroviaire de Saint-Pol-sur-Ternoise à Étaples dans la vallée de la Canche. La position excentrée, en l’absence de grands axes autoroutiers ou ferrés structurants, a permis au Ternois de conserver un caractère rural et une certaine qualité de paysage.
Au niveau de l’occupation des sols, les surfaces cultivées sont omniprésentes sur les plateaux, avec majoritairement la culture de la betterave et de la pomme de terre, et représentent près de 72 % de la surface totale de ces paysages du Ternois, les espaces artificialisés, cantonnés dans les fonds de vallée, représentent 13 % et les surfaces boisées, présentes dans les deux principales vallées de la Ternoise et de la Canche, ne représentent que 6 %.

### Milieux naturels et biodiversité

#### Zone naturelle d'intérêt écologique, faunistique et floristique
L’inventaire des zones naturelles d'intérêt écologique, faunistique et floristique (ZNIEFF) a pour objectif de réaliser une couverture des zones les plus intéressantes sur le plan écologique, essentiellement dans la perspective d’améliorer la connaissance du patrimoine naturel national et de fournir aux différents décideurs un outil d’aide à la prise en compte de l’environnement dans l’aménagement du territoire.
Le territoire communal comprend une ZNIEFF de type 2 : la vallée de la Ternoise et ses versants de Saint-Pol-sur-Ternoise à Hesdin et le vallon de Bergueneuse. Cette ZNIEFF, située au nord d'une ligne allant de Saint-Pol-sur-Ternoise à Hesdin, d’une superficie de 9 502 ha et d'une altitude variant de 22  à   90 m, présente des fonds de vallées, des coteaux crayeux et des zones prairiales.

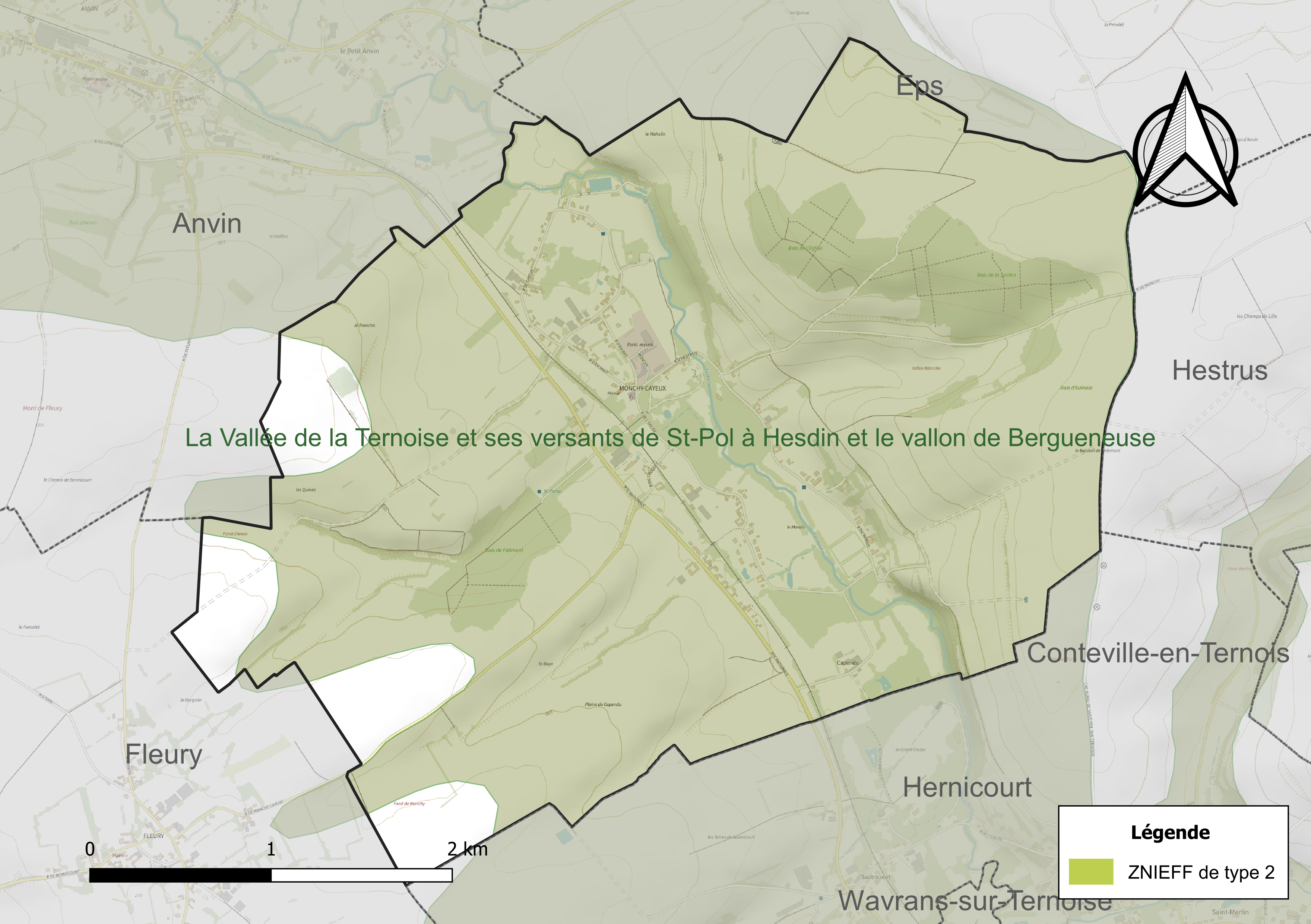
Carte de la ZNIEFF sur la commune.

#### Espèces faunistiques et floristiques
L’Inventaire national du patrimoine naturel (INPN) recense plusieurs espèces faunistiques et floristiques sur le territoire de la commune dont certaines sont protégées et d’autres menacées et quasi-menacées.

## Urbanisme

### Typologie
Au 1er janvier 2024, Monchy-Cayeux est catégorisée commune rurale à habitat dispersé, selon la nouvelle grille communale de densité à sept niveaux définie par l'Insee en 2022.
Elle est située hors unité urbaine. Par ailleurs la commune fait partie de l'aire d'attraction de Saint-Pol-sur-Ternoise, dont elle est une commune de la couronne,. Cette aire, qui regroupe 72 communes, est catégorisée dans les aires de moins de 50 000 habitants,.

### Occupation des sols
L'occupation des sols de la commune, telle qu'elle ressort de la base de données européenne d’occupation biophysique des sols Corine Land Cover (CLC), est marquée par l'importance des territoires agricoles (86,1 % en 2018), une proportion identique à celle de 1990 (86,1 %). La répartition détaillée en 2018 est la suivante : 
terres arables (72,7 %), prairies (13,4 %), zones urbanisées (8,8 %), forêts (5,1 %). L'évolution de l’occupation des sols de la commune et de ses infrastructures peut être observée sur les différentes représentations cartographiques du territoire : la carte de Cassini (XVIIIe siècle), la carte d'état-major (1820-1866) et les cartes ou photos aériennes de l'IGN pour la période actuelle (1950 à aujourd'hui).

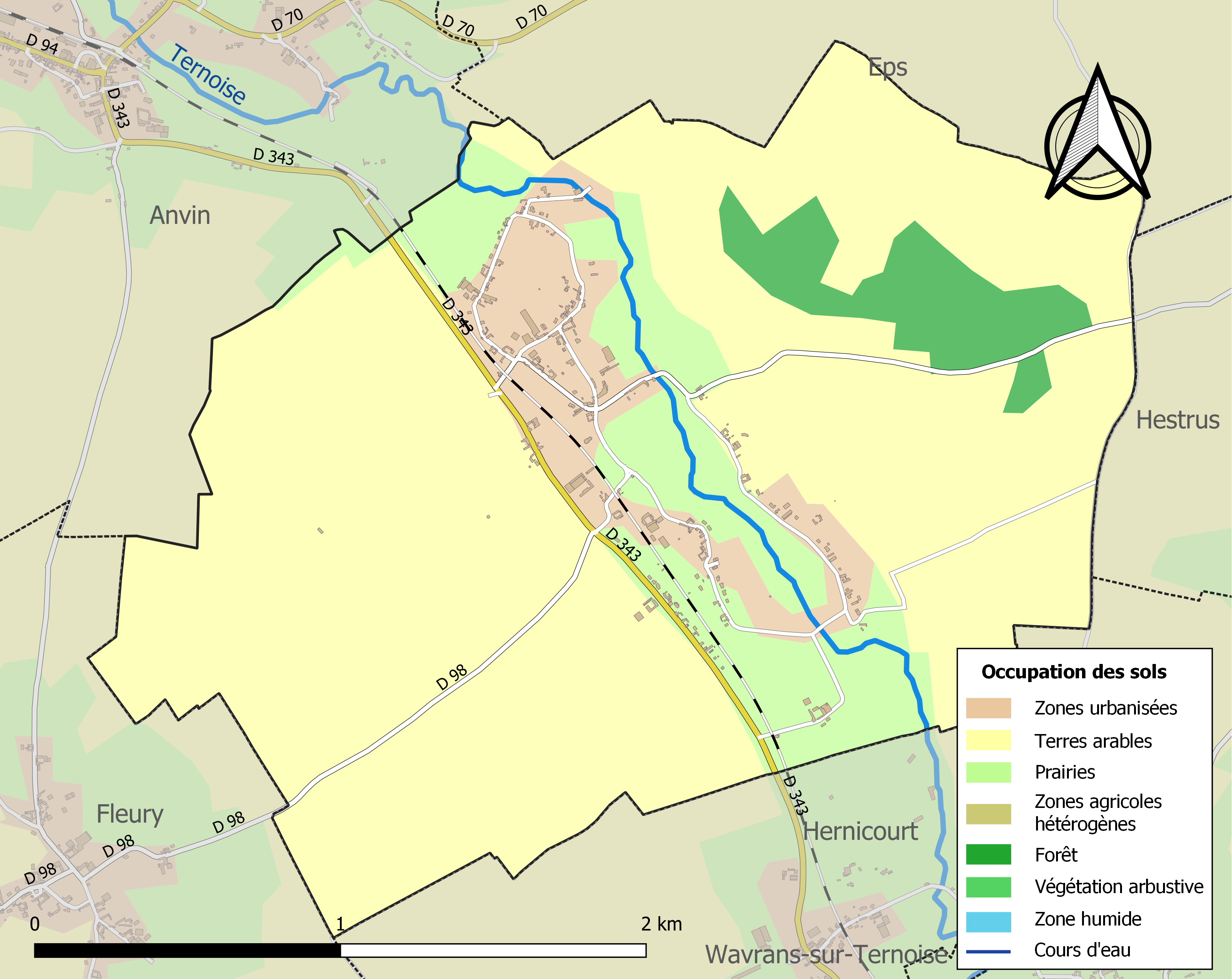
Carte des infrastructures et de l'occupation des sols de la commune en 2018 (CLC).

## Toponymie
Le nom de la localité est attesté sous les formes Monchi en 1261 ; Monchiacum in Ripparia en 1299 ; Moncy-le-Cayeu en 1474 ; Monchy-Cayeu en 1507 ; Monchy-le-Cayeu en 1528 ; Monchy-le-Caieux en 1545 ; Moncycaieu en 1587 ; Monchy-Gayot en 1759 ; Monchy Cayeux en 1793 ; Monchy-Cayeux depuis 1801.
Cayeux est un ancien fief, attesté sous les formes Caiuz en 1207 (mém. Soc. acad. de Boul., t. XIII, p. 369)
Caieu-lez-Moncy en 1474 (Colbert, Flandre, t. XCII, f° 2 r°).

## Histoire
Le 10 mars 1598, Robert de la Tramerie, chevalier, seigneur dudit lieu et du Forest, et son frère Ponthus de la Tramerie, seigneur de Hestaing, descendent paternellement et maternellement des Monchy-Cayeux. Ils passent un accord avec Hugues de Bassecourt, seigneur de Hornaing, au sujet des armes de Monchy que ledit Hugues de Bassecourt écartelait avec les siennes.
Hugues de Bassecourt est le fils de Claude de Bassecourt, seigneur de Saint-Floris en partie et de Marie Duriez, fille de Philippe Duriez, en son vivant censier de l'abbaye de Corbie à Monchy-au-Bois, et cousin germain maternel de Jérôme Duriez, écuyer, seigneur du Hamel, qui avait obtenu une sentence de noblesse en mai 1592 . Les Duriez portaient pour armes « De gueules à trois maillets d'or, posés droits ». Hugues de Bassecourt a écartelé ses armes comme il l'a fait pour se distinguer du seigneur de Grigny, son frère aîné. Robert de la Tramerie et Ponthus de la Tramerie reconnurent aux Bassecourt le droit de porter les armes des Duriez.
Pendant la Première Guerre mondiale, des troupes françaises engagées sur le front de l'Artois sont parfois venues cantonner à l'arrière sur la commune, comme en octobre 1915.

## Politique et administration

### Découpage territorial
La commune se trouve dans l'arrondissement d'Arras du département du Pas-de-Calais.

#### Commune et intercommunalités
La commune faisait partie de la petite communauté de communes du pays d'Heuchin créée fin 1993.
Dans le cadre de la réforme des collectivités territoriales françaises, par la loi de réforme des collectivités territoriales du 16 décembre 2010 (dite loi RCT)  destinée à permettre notamment l'intégration de la totalité des communes dans un EPCI à fiscalité propre, la suppression des enclaves et discontinuités territoriales et les modalités de rationalisation des périmètres des établissements publics de coopération intercommunale et des syndicats mixtes existants, cette intercommunalité fusionne avec sa voisine, la communauté de communes du pays d'Heuchin, formant le 1er janvier 2013 la communauté de communes des Vertes Collines du Saint-Polois.
Un nouveau mouvement de regroupement intercommunal intervient dans le cadre des dispositions de la loi portant nouvelle organisation territoriale de la République (Loi NOTRe) du 7 août 2015, qui prévoit que les établissements publics de coopération intercommunale (EPCI) à fiscalité propre doivent avoir un minimum de 15 000 habitants. À l'initiative des intercommunalités concernées, la Commission départementale de coopération intercommunale (CDCI) adopte le 26 février 2016 le principe de la fusion de : 

- la communauté de communes de l'Auxillois, regroupant 16 communes dont une de la Somme et 5 217 habitants ;

- la communauté de communes de la région de Frévent, regroupant 12 communes et 6 567 habitants ;

- de la communauté de communes des Vertes Collines du Saint-Polois, regroupant 58 communes et 19 585 habitants

- de la communauté de communes du Pernois, regroupant 18 communes et 7 114 habitants. Le Schéma départemental de coopération intercommunale (SDCI), intégrant notamment cette évolution, est approuvé par un arrêté préfectoral du 30 mars 2016,.
La communauté de communes du Ternois, qui résulte de cette fusion et dont la commune fait désormais partie, est créée par un arrêté préfectoral qui a pris effet le 1er janvier 2017. Cette communauté de communes du Ternois regroupe 103 communes et compte 37 469 habitants en 2021.

#### Circonscriptions administratives
La commune faisait partie du canton d'Heuchin. Dans le cadre du redécoupage cantonal de 2014 en France, la commune est intégrée au canton de Saint-Pol-sur-Ternoise.

#### Circonscriptions électorales
Pour l'élection des députés, la commune fait partie de la sixième circonscription du Pas-de-Calais.

### Élections municipales et communautaires

#### Liste des maires
| Période                                  | Période                     | Identité             | Étiquette  | Qualité                            |
| ---------------------------------------- | --------------------------- | -------------------- | ---------- | ---------------------------------- |
| Les données manquantes sont à compléter. |                             |                      |            |                                    |
|                                          |                             |                      |            |                                    |
| avant 1988                               |                             | Jean-Claude Goethals |            |                                    |
|                                          |                             |                      |            |                                    |
| juin 1995                                | 2014,                       | M. Claude Hoguet     |            |                                    |
| 2014,                                    | juillet 2020                | M. Dominique Plancke |            | Retraité de l'éducation nationale  |
| juillet 2020                             | En cours (au 1er juin 2023) | Benoit Hoguet        | LR puis RN | Agriculteur, fils de Claude Hoguet |

### Équipements et services publics

#### Enseignement
Les enfants de la commune sont scolarisés par un regroupement pédagogique intercommunal qui regroupe Fleury, Pierremont, Wavrans-sur-Ternoise, Hernicourt et Monchy-Cayeux, avec une cantine dans l'ancienne école de Saint-Martin-lès-Hernicourt.

### Culture
Une boite à livres a été implantée devant l'école.

## Population et société

### Démographie

#### Évolution démographique
L'évolution du nombre d'habitants est connue à travers les recensements de la population effectués dans la commune depuis 1793. Pour les communes de moins de 10 000 habitants, une enquête de recensement portant sur toute la population est réalisée tous les cinq ans, les populations de référence des années intermédiaires étant quant à elles estimées par interpolation ou extrapolation. Pour la commune, le premier recensement exhaustif entrant dans le cadre du nouveau dispositif a été réalisé en 2007.

En 2022, la commune comptait 289 habitants, en évolution de −5,56 % par rapport à 2016 (Pas-de-Calais : −0,72 %, France hors Mayotte : +2,11 %).
| 1793 | 1800 | 1806 | 1821 | 1831 | 1836 | 1841 | 1846 | 1851 |
| ---- | ---- | ---- | ---- | ---- | ---- | ---- | ---- | ---- |
| 183  | 436  | 194  | 330  | 364  | 370  | 365  | 369  | 366  |

| 1856 | 1861 | 1866 | 1872 | 1876 | 1881 | 1886 | 1891 | 1896 |
| ---- | ---- | ---- | ---- | ---- | ---- | ---- | ---- | ---- |
| 324  | 340  | 399  | 406  | 401  | 399  | 429  | 373  | 366  |

| 1901 | 1906 | 1911 | 1921 | 1926 | 1931 | 1936 | 1946 | 1954 |
| ---- | ---- | ---- | ---- | ---- | ---- | ---- | ---- | ---- |
| 382  | 391  | 360  | 397  | 413  | 420  | 382  | 333  | 368  |

| 1962 | 1968 | 1975 | 1982 | 1990 | 1999 | 2006 | 2007 | 2012 |
| ---- | ---- | ---- | ---- | ---- | ---- | ---- | ---- | ---- |
| 343  | 313  | 286  | 277  | 297  | 274  | 282  | 283  | 311  |

| 2017 | 2022 | - | - | - | - | - | - | - |
| ---- | ---- | - | - | - | - | - | - | - |
| 300  | 289  | - | - | - | - | - | - | - |

#### Pyramide des âges
En 2018, le taux de personnes d'un âge inférieur à 30 ans s'élève à 32,3 %, soit en dessous de la moyenne départementale (36,7 %). À l'inverse, le taux de personnes d'âge supérieur à 60 ans est de 27,6 % la même année, alors qu'il est de 24,9 % au niveau départemental.
En 2018, la commune comptait 160 hommes pour 138 femmes, soit un taux de 53,69 % d'hommes, largement supérieur au taux départemental (48,50 %).
Les pyramides des âges de la commune et du département s'établissent comme suit.
| Hommes | Classe d’âge | Femmes |
| ------ | ------------ | ------ |
| 0,6    | 90 ou +      | 2,9    |
| 3,8    | 75-89 ans    | 7,3    |
| 19,5   | 60-74 ans    | 21,8   |
| 23,7   | 45-59 ans    | 20,2   |
| 16,7   | 30-44 ans    | 19,4   |
| 19,2   | 15-29 ans    | 15,0   |
| 16,5   | 0-14 ans     | 13,5   |

| Hommes | Classe d’âge | Femmes |
| ------ | ------------ | ------ |
| 0,5    | 90 ou +      | 1,6    |
| 5,6    | 75-89 ans    | 8,9    |
| 16,7   | 60-74 ans    | 18,1   |
| 20,2   | 45-59 ans    | 19,2   |
| 18,9   | 30-44 ans    | 18,1   |
| 18,2   | 15-29 ans    | 16,2   |
| 19,9   | 0-14 ans     | 17,9   |

## Économie
Le village ne compte plus, en 2017, de commerces de proximité.
L'activité économique est représentée par quatre exploitations agricoles, une de pisciculture, un artisan producteur de yaourts fermiers et autres produits lai tiers, une métallerie et un électricien chauffagiste.
Un foyer d'hébergement, l'établissement et service d'accompagnement par le travail (ESAT), est menacé de fermeture et devrait être transféré à Saint-Pol-sur-Ternoise. Il produit notamment des paniers de légumes, vendus à des collectivités et aux particuliers.

## Culture locale et patrimoine

### Lieux et monuments
- L'église Saint-Pierre, de style néogothique et construite en 1865 grâce aux dons de la châtelaine de l'époque, Roseline d’Hinnisdal. Elle a fait l'objet d'un chantier d'entretien en 2016-2017[48].
- Le château datant des XVIIIe et XIXe siècles, propriété privée dont les bâtiments en ruines laissent craindre à leur disparition prochaine.
- Le monument aux morts, surmonté d'une croix latine[49].

### Héraldique
| Blason de Monchy-Cayeux | Blason  | D'argent à l'écusson de gueules accompagné de huit papegais de sinople, colletés, becqués et membrés de gueules, chacun posé sur une branche alésée du champ, ordonnés en orle. |
| Blason de Monchy-Cayeux | Détails | Adopté par la municipalité en 1994. |

## Pour approfondir

#### Bases de données, dictionnaires et encyclopédies
- Ressources relatives à la géographie :   - Insee (communes)
  - Ldh/EHESS/Cassini
- Ressource relative à plusieurs domaines :   - Annuaire du service public français
- Notices d'autorité :   - BnF (données)